# 5월 2일
5월 2일은 그레고리력으로 122번째(윤년일 경우 123번째), 뒤에서부터는 244번째 날에 해당한다.

## 사건
- 1194년 - 잉글랜드 왕국의 포츠머스가 리처드 1세의 왕실 헌장에 의해 도시로 인정받았다.
- 2014년 - 아프가니스탄 북동부 바다크샨 주에서 대규모 산사태가 발생해 2,100명 이상이 사망하였다.

## 문화
- 1941년 - 일제강점기 경성부 경성제국대학 이공학부 발족하다.
- 1952년 - '독일의 노래' (Deutschlandlied)의 3절이 독일 국가로 지정.
- 2018년 - 대한민국 5인조 다국적 걸그룹 (여자)아이들이 데뷔하다.
- 2022년 - 대한민국 5인조 다국적 걸그룹 LE SSERAFIM이 데뷔하다.

## 탄생
- 1360년 - 명나라의 제3대 황제 영락제. (~1424년)
- 1584년 - 조선의 왕족 정혜옹주. (~1638년)
- 1729년 - 러시아 제국 로마노프 왕조의 8번째 군주 예카테리나 2세. (~1796년)
- 1767년 - 프랑스의 장군 장앙투안 베르디에. (~1839년)
- 1872년 - 일본의 작가 히구치 이치요. (~1896년)
- 1887년
  - 일제 강점기의 독립 운동가, 정치인 조소앙. (~1958년)
  - 미국의 야구인 에디 콜린스. (~1951년)
- 1906년 - 독일의 법학자 볼프강 아벤트로트. (~1985년)
- 1920년 - 네덜란드의 물리학자 요안 반데르발스. (~2022년)
- 1921년
  - 대한민국의 시인 조병화. (~2003년)
  - 인도의 영화감독 사티야지트 레이. (~1992년)
- 1932년 - 미국의 배우 브루스 글로버. (~2025년)
- 1935년 - 스페인의 축구인 루이스 수아레스 미라몬테스. (~2023년)
- 1939년
  - 대한민국의 배우 김호정. (~1978년)
  - 이탈리아의 축구 선수 에르네스토 카스타노. (~2023년)
- 1940년 - 대한민국의 행정가, 정치인 정문화.
- 1941년
  - 대한민국의 배우 이호재.
  - 수리남의 정치인 윌러스 베이던보스. (~2025년)
- 1942년 - 벨기에의 의사, 체육인 자크 로게. (~2021년)
- 1944년
  - 대한민국의 배우 김종결.
  - 대한민국의 성우 온영삼.
  - 조선민주주의인민공화국의 총리, 정치인 김영일.
- 1946년 - 영국의 배우 데이비드 수셰이.
- 1950년 - 미국의 정치인 스콧 매컬럼.
- 1952년
  - 대한민국의 정치인 서경원.
  - 미국의 배우 크리스틴 배런스키.
- 1956년 - 일본의 방송 작가 아키모토 야스시.
- 1957년 - 대한민국의 가수 장은숙.
- 1958년
  - 아일랜드의 전 축구 선수, 현 축구 감독 데이비드 오리어리.
  - 일본의 방송 작가, 작사가, 영화 감독 아키모토 야스시.
- 1959년 - 대한민국의 과학자, 정치인 이인선.
- 1960년
  - 대한민국의 야구 선수 김용수.
  - 대한민국의 정치인 백성현.
  - 영국의 영화감독 스티븐 돌드리.
  - 영국의 육상 선수 마이크 맥팔레인. (~2023년)
- 1963년 - 미국의 프로레슬링 선수 레이 트레일러.
- 1964년
  - 대한민국의 가수 박상민.
  - 독일의 축구 선수, 축구 감독 질비아 나이트.
- 1965년
  - 도미니카 공화국의 전 야구 선수 펠릭스 호세.
  - 헝가리의 권투 선수 이셔세기 로베르트.
- 1966년
  - 대한민국의 정치인 정명희.
  - 대한민국의 정치인 이정린.
- 1967년 - 일본의 야구 선수 고마키 유이치.
- 1968년 - 일본의 성우 미도리카와 히카루.
- 1969년 - 대한민국의 전 야구 선수 전호근.
- 1970년 - 일본의 작곡가 사토 나오키.
- 1971년
  - 대한민국의 가수, 작곡가 안정훈.
  - 일본의 게임개발자 다쿠미 슈.
  - 대한민국의 배우 박성근.
- 1972년 - 미국의 프로레슬링 선수 및 영화배우 드웨인 존슨.
- 1974년 - 브라질의 축구 선수 히카르두 루카스 도도.
- 1975년 - 영국의 축구 선수 데이비드 베컴.
- 1977년 - 대한민국의 가수 제이.
- 1978년 - 대한민국의 배우 조지환.
- 1979년 - 대한민국의 바둑 기사 이지현.
- 1980년
  - 일본의 성우 사토 리나.
  - 대한민국의 전 배구 선수 김상기.
- 1981년
  - 일본의 성우 사토 리나.
  - 대한민국의 배우 심지호.
  - 포르투갈의 전 축구 선수 티아구 멘데스.
  - 대한민국의 희극인 이성동.
  - 대한민국의 배우 채민희.
- 1982년 - 대한민국의 배우 고규필.
- 1983년
  - 대한민국의 배우 윤승훈.
  - 대한민국의 전 축구 선수 최재수.
- 1984년 - 대한민국의 배우 전석호.
- 1985년 - 영국의 가수 릴리 알렌.
- 1986년
  - 대한민국의 피아니스트 손열음.
  - 그리비아의 아이돌, 배우 메구리.
- 1987년
  - 이스라엘의 축구 선수 토메르 헤메드.
  - 대한민국의 야구 선수 강정호.
  - 일본의 모델, 배우 우에하라 미유. (~2011년)
- 1988년
  - 대한민국의 배우 고보결.
  - 이스라엘의 축구 선수 베람 카얄.
  - 일본의 가수 Pile.
  - 오스트레일리아의 배우 로라 브렌트.
- 1989년
  - 대한민국의 아나운서 안애경.
  - 대한민국의 야구 선수 박상규.
  - 대한민국의 야구 선수 양성우.
- 1990년
  - 대한민국의 바둑 기사 윤찬희.
  - 미국의 농구 선수 폴 조지.
  - 미국의 배우 케이 파나베이커.
  - 일본의 성우 아이하라 코토미.
- 1991년
  - 대한민국의 가수 정진운 (2AM).
  - 대한민국의 가수 남유정 (브레이브걸스).
- 1992년
  - 대한민국의 가수 선미. (원더걸스)
  - 대한민국의 아나운서 김선재.
  - 대한민국의 연극배우 이효민.
- 1993년
  - 대한민국의 야구 선수 이재율.
  - 중국의 전 래퍼 황쯔타오. (EXO)
  - 대한민국의 희극인 한송희.
- 1994년
  - 대한민국의 야구 선수 김유영.
  - 대한민국의 뮤지컬 배우 박수련. (~2023년)
  - 대한민국의 래퍼 수퍼비.
  - 스웨덴의 프리스타일 스키 선수 예스페르 셰데르.
- 1995년
  - 대한민국의 가수 육성재 (비투비).
  - 대한민국의 가수 테종.
  - 중화인민공화국 태생 대한민국의 탁구 선수 이은혜.
- 1996년
  - 대한민국의 배우 엄지윤.
  - 독일의 축구 선수 율리안 브란트.
  - 태국의 가수 츠쁘랑 아리꾼.
  - 대한민국의 뮤지컬 배우 이지민.
- 1997년
  - 태국의 가수 뱀뱀 (GOT7).
  - 대한민국의 가수 태우.
- 1998년 - 대한민국의 농구 선수 최주영.
- 1999년 - 알제리의 복싱 선수 이만 칼리프.
- 2000년
  - 대한민국의 야구 선수 홍종표.
  - 영국의 수영 선수 톰 딘.
- 2002년 - 대한민국의 배구 선수 서유경.
- 2003년 - 대한민국의 골프 선수 박혜준.
- 2004년 - 대한민국의 배우 윤송이.
- 2005년 - 대한민국의 배우 박상훈.
- 2007년 - 대한민국의 가수 김채원.
- 2011년 - 대한민국의 아역 배우 오아린.
- 2015년
  - 대한민국의 가수, 아역 배우 김유하.
  - 영국의 공주 웨일스 공녀 샬럿.

## 사망
- 373년 - 알렉산드리아의 총대주교 아타나시우스. (298년~)
- 907년 - 제1차 불가리아 제국의 군주 보리스 1세. (?~)
- 1519년 - 이탈리아의 건축가, 조각가, 예술가 레오나르도 다 빈치. (1452년~)
- 1864년 - 독일의 오페라 작곡가 자코모 마이어베어. (1791년~)
- 1945년 - 나치 독일의 정치가 마르틴 보어만. (1900년~)
- 1957년 - 미국의 공화당, 정치인 조지프 매카시. (1908년~)
- 1998년 - 일본의 음악가 히데 (X JAPAN). (1964년~)
- 2009년 - 일본의 음악가 이마와노 키요시로. (1951년~)
- 2011년 - 일본의 축구인 야에가시 시게오. (1933년~)
- 2013년 - 미국의 음악가 제프 한네만. (1964년~)
- 2020년 - 대한민국의 정치인 김효석. (1949년~)
- 2021년 - 미국의 영화 배우, 자동차 경주 선수 보비 언저. (1934년~)
- 2023년
  - 인도의 사회활동가 아룬 마닐랄 간디. (1934년~)
  - 미국의 육상 선수 토리 보이. (1990년~)
- 2024년
  - 미국의 농구 선수 다리우스 모리스. (1991년~)
  - 네덜란드의 피겨스케이팅 선수 샤우크여 데이크스트라. (1942년~)
  - 동독의 군인 베르너 바인홀트. (1949년~)
  - 미국의 영화배우 수잔 버크너. (1952년~)
- 2025년 - 미국의 정치인 조지 라이언. (1934년~)

## 기념일
- 부처님 오신 날 - 1990년, 2009년, 2028년, 2047년
- 국기의 날: 폴란드
- 교사의 날: 부탄, 이란

## 같이 보기
- 전날: 5월 1일 다음날: 5월 3일 - 전달: 4월 2일 다음달: 6월 2일
- 음력: 5월 2일
- 모두 보기